# Tinigua
Los tinigua fueron un pueblo indígena que habitó en las cuencas de los ríos Yarí, Caguán y Guayabero en el hoy departamento del Caquetá, Colombia. En su lengua, tinigua, se refiere a los antepasados: tíni 'antiguos' y gwá 'al modo de' y probablemente significaba "palabra al modo de los antiguos".

## Historia
Los Tinigua sufrieron diversos episodios que mermaron en forma drástica su población. Primero la explotacón del caucho, luego como aliados de los Wuitotos se enfrentaron a los Muinane y Carijona y debieron abandonar gran parte de su territorio y asentarse al norte del mismo. Finalmente fueron atacados por bandoleros a mando de Hernando Palma quien en 1949 asesinó a toda la comunidad, lo que causó su extinción, de manera que en 1994 solamente sobrevivían dos ancianos hermanos entre sí, en la Sierra de la Macarena, Meta: don Sixto (80 años en 2013) y don Criterio (fallecido). Don Sixto dice que habla la lengua con su dios tinigua Janiniye y con sus gallinas, aunque por su edad ya no puede cazar ni pescar al modo tradicional con arco y  flechas. Es el último heredero de una cosmovisión, medicina, lengua y tradiciones de un pueblo desaparecido.
Las primeras referencias sobre este grupo las hicieron el sacerdote Justo de San Martivell y el misonero capuchino Gaspar de Pinell. Los vocabularios recogidos por los capuchinos Estanislao Les Corts y Fructuoso de Manresa (1936), y por Francisco de Igualada y Marcelino Castellví, sirvieron a éste para publicar en 1940 el primer estudio sobre la lengua Tinigua.

## Lengua
De acuerdo con Nubia Tobar, que entrevistó a algunos de los últimos hablantes de la lengua, esta tenía seis vocales básicas orales organizadas en tres grados de apertura: alto, medio, y bajo; y tres posiciones: anterior, central y posterior; cada una de las cuales con su correspondiente glotalizada y alargada. Las 22 consonantes eran p, ph (aspirada), t, th (aspirada), ty (palatal), ts (africada), k, kh (aspirada), kw (labiovelar), b, d, y (oclusiva palatal sonora), g, m, n, ñ, 
f, s, z (fricativa alveolar sonora), h (fricativa glotal sorda), che (africada palatal), y la semivocal w. La lengua se creyó perdida hasta que se localizaro dos hablantes ancianos en la década de 1990. Presumiblemente la lengua está extinguida en la actualidad.
El Tinigua se ha agrupado en una familia Tinigua-Pamigua, desde que Castellví demostró la afinidad de las dos lenguas, aprovechando los vocabularios Pamigua recolectados por F. Toro y publicados por Ernst. De los Pamigua se sabe por Rivero, que vivían entre Concepción de Arama (Meta) y el Guaviare, pero se ignora cualquier dato sobre su desaparición.